# Federico Sansonetti
Federico Sansonetti (* 6. November 1986 in Montevideo) ist ein uruguayischer Tennisspieler.

## Karriere
Der Sanso genannte Sansonetti begann im Alter von acht Jahren mit dem Tennissport. Seit 2004 ist er Mitglied der uruguayischen Davis-Cup-Mannschaft. Bereits im Februar jenes Jahres wurde er nach den Absagen Marcel Felders und Marcelo Filippinis für das Aufeinandertreffen mit dem haitianischen Team ebenso wie die zu dieser Zeit ebenfalls erst 17-jährigen Pablo Cuevas und Diego Ksiazenicki von Trainer José Luis Damiani nominiert.
Im August 2005 scheiterte er mit seinem Doppelpartner Damian Listingart erst im Halbfinale des Future Nº 7-Turniers in Argentinien am Doppel Máximo González/Diego Cristin.
Er nahm mit dem uruguayischen Team an den Panamerikanischen Spielen 2007 teil. Kurz danach war gemeinsam mit Alejandro Fabbri die Runde der letzten vier Doppelteams Endstation beim Argentina-F13-Turnier. Auch beim ITF-Turnier in Peru im August 2008 musste er im Einzel gegen Guido Pella eine Halbfinalniederlage hinnehmen. Wenige Wochen später unterlag er im Oktober an der Seite von Joaquín Jesús Monteferrario im Halbfinale der Doppelkonkurrenz des Argentina-F17-Turniers.
Anfang März 2008 erreichte er das Finale des Torneo Crepuscular des Mendoza Tenis Club in Mendoza, in dem er dem Turniersieger Jonatan Gonzalía in zwei Sätzen unterlag. Im April 2008 endete das ITF-Turnier in der Türkei für ihn mit einer Halbfinalniederlage gegen den Belgier Yannick Mertens. Ende Juli 2008 scheiterte er mit seinem paraguayischen Doppelpartner Gustavo Ramírez erst im Halbfinale der Paraguay Futures 3. Im Oktober 2008 gewann er gemeinsam mit dem Argentinier Juan Pablo Yunis die Doppelkonkurrenz der Chile F1 Futures in Antofagasta. Im Einzelwettbewerb des Turniers erreichte er das Finale, unterlag dort aber gegen den Chilenen Jorge Aguilar in zwei Sätzen. Im selben Monat zog er abermals ins Einzel-Finale des Chile F2 Futures in Santiago ein, scheiterte aber wiederum durch eine Zweisatzniederlage an Jorge Aguilar. Im November 2008 erreichte er mit Doppelpartner Martín Cuevas das Halbfinale beim Uruguay-F1-Turnier in Montevideo.
Im Februar 2009 stieß er in der Doppelkonkurrenz an der Seite des Chilenen Rodrigo Pérez beim Colombia-F2-Turnier bis ins Halbfinale vor. Im Oktober jenes Jahres gelangte er mit Pablo Galdón ebenfalls in die Runde der letzten Vier beim Argentina-F17-Turnier. In der Einzelkonkurrenz war für ihn nach einer Zweisatzniederlage gegen Agustín Picco das Turnier ebenfalls in der Vorschlussrunde beendet. Durch einen 6:1- und 6:2-Sieg gegen José Saralegui gewann Sansonetti im Dezember 2009 die im Carrasco Lawn Tenis ausgespielte uruguayische Tennismeisterschaft im Einzel. Auch im Folgejahr wurde er Uruguayischer Meister.
Bei den Panamerikanischen Spielen 2011 stand er erneut im uruguayischen Aufgebot. Er belegte dort im Einzel den 45. Platz. Im Doppel trat er an der Seite von Martín Cuevas an und wurde Fünfter. Sein bislang letztes Turnier bestritt er im November 2011.
Zu seinen Doppelpartnern zählten im Laufe seiner Karriere des Weiteren Pablo Cuevas, Martín Alund, Guillermo Bujniewicz, Abraham González-Jiménez und Martin Emmrich.

## Erfolge
- Uruguayischer Meister: 2009, 2010